# Saint-Sorlin-de-Vienne
Saint-Sorlin-de-Vienne là một xã của tỉnh Isère, thuộc vùng Rhône-Alpes, đông nam nước Pháp.